# 天皇世替わり攻撃と闘う首都圏学生実行委員会
天皇世替わり攻撃と闘う首都圏学生実行委員会（てんのうよがわりこうげきとたたかうしゅとけんがくせいじっこういいんかい）は、反皇室闘争を目的とするノンセクト・ラジカル系の日本の新左翼グループの一つである。

## 概要
1984年7月、当時活発だった勝共・原理運動に反対すべく結成された「反勝共原理連絡会議」が母体である。
1990年10月、反勝共原理連絡会議の構成員が中心となって、首都圏在住のノンセクト活動家が一堂に会し、新たに「天皇世替わり攻撃と闘う首都圏学生実行委員会」が結成された。
彼らは「天皇制打倒」を呼号し、ノンセクトの象徴である黒いヘルメットを被り、共産主義者同盟戦旗派（別名：「両川派」、現在は共産主義者同盟 (統一委員会)に統合）と共に活動してきた。
1999年頃まで活動していたが、現在は活動が途絶えている。